# Jekatierina Borula
Jekatierina Borula, ros. Екатерина Боруля, niem. Ekaterina Borulya (ur. 31 grudnia 1969 w Kijowie) – niemiecka szachistka pochodzenia ukraińskiego, arcymistrzyni od 1994 roku.

## Kariera szachowa
W 1990 i 1991 r. wystąpiła w finałach indywidualnych mistrzostw Związku Radzieckiego. W 1994 r. zwyciężyła w Wuppertalu w otwartych mistrzostwach Niemiec (wyprzedzając Swietłanę Prudnikową i Tatjaną Grabuzową), natomiast w 1995 r. w finale mistrzostw Niemiec, rozegranym w Krefeld, podzieliła I-II m. (wspólnie z Tatjaną Grabuzową). W tym samym roku zajęła V m. w kołowym turnieju w Enghien-les-Bains (w turnieju tym zwyciężył Igors Rausis przed Étienne Bacrotem i Robertem Fontainem). W kolejnych latach startowała niemalże wyłącznie w rozgrywkach drużynowych w Niemczech, jedynym wyjątkiem był udział w szachowej olimpiadzie w Bledzie w 2002 roku.
Najwyższy ranking w dotychczasowej karierze osiągnęła 1 lipca 1996 r., z wynikiem 2385 punktów dzieliła wówczas 20-23. miejsce na światowej liście FIDE, jednocześnie zajmując 2. miejsce (za Ketino Kachiani-Gersinską) wśród niemieckich szachistek.